# همیلتون (آیووا)
همیلتون (به انگلیسی: Hamilton) شهری در ایالت آیووا کشور ایالات متحده آمریکا است که جمعیت آن در سرشماری سال ۲۰۱۰ میلادی، ۱۳۰ نفر بوده‌است.